# تخطيط التحفيز القشري
تخطيط التحفيز القشري هو نوع من تخطيط كهربية قشرة الدماغ الذي يتضمن إجراء باضع «غازٍ» يهدف إلى تحديد موقع وظائف مناطق مختلفة في الدماغ من خلال التحفيز الكهربائي المباشر للقشرة المخية. وهي واحدة من أقدم طرق تحليل الدماغ التي تسمح للباحثين بدراسة العلاقة بين البنية القشرية والوظيفة الجهازية. يُستخدم تخطيط التحفيز القشري في عدد من التطبيقات السريرية والعلاجية، ويبقى الطريقة المفضلة في التخطيط ما قبل الجراحي لباحات القشرة الحركية واللغوية من أجل منع الأذية الوظيفية غير الضرورية. هناك أيضًا بعض التطبيقات السريرية لتخطيط التحفيز القشري، مثل علاج الصرع.

## لمحة تاريخية
يعود تاريخ تخطيط التحفيز القشري إلى أواخر القرن التاسع عشر. كان طبيبا الأعصاب ديفيد فيرير وفيكتور هورسلي من أوائل مستخدمي هذه التقنية. إذ استخدما «سي إس إم» من أجل فهم أعمق لبنية ووظيفة باحات «خلف الرولاندي» و«أمام الرولاندي»، المعروفة أيضًا باسم التلفيف قبل المركزي والتلفيف خلف المركزي. في عام 1888، وقبل تطوير أساليب أكثر تقدمًا، استخدم سي. بي. نانكريدي مسبارًا ثنائي القطب يعمل بالبطارية من أجل تخطيط القشرة الحركية. في عام 1937، تمكن كل من ويلدر بينفيلد وبولدري من إثبات أن تنبيه التلفيف قبل المركزي يثير استجابة في الجانب المقابل لجانب التنبيه؛ وهو اكتشاف مهم بالنظر إلى ارتباطه بالتشريح بناءً على أي جزء من الدماغ قد تنبه. في أوائل العقد الأول من القرن العشرين، بدأ تشارلز شيرينجتون في استخدام المنبه أحادي القطب من أجل الحصول على استجابة حركية. مكنت هذه التقنية شيرينجتون من تحديد التلفيف قبل المركزي «المنطقة خلف الرولاندية» على أنه قشرة حركية والتلفيف أمام المركزي «المنطقة أمام الرولاندية» على أنه قشرة حسية. تُظهر هذه النتائج، التي كررها هارفي كوشينغ خلال أوائل العقد الأول من القرن العشرين، أن الثلم المركزي «الشق الرولاندي» هو نقطة الفصل بين القشرة الحسية والحركية. نقلت أعمال كوشينغ مع «سي إس إم» هذه التقنية من مجرد تقنية تجريبية لتصبح واحدةً من تقنيات الجراحة العصبية الأساسية المستخدمة من أجل تخطيط الدماغ ومعالجة الصرع. استخدم كوشينغ العمل الذي سبق القيام به على الحيوانات، خاصةً الشمبانزي والسِعلاة، وكان قادرًا على أن يسخّر تخطيط التحفيز القشري من أجل حساب الاختلافات بين هذه الأنواع والبشر. زاد عمل كوشينغ من فاعلية العلاج باستخدام تخطيط التحفيز القشري بشكلٍ كبير، إذ يستخدم جراحو الأعصاب الآن صورةً محدّثةً أكثر للدماغ.

## التطبيقات السريرية

### الصرع
يُعد «سي إس إم» علاجًا فعالًا للصرع البؤري وبؤر النوبات الثنائية أو المتعددة. فهو خيار معالجة فعال إذا كانت الجراحة الاستئصالية بإزالة المنطقة المصابة مستبعدةً، ويُشاهد عمومًا في علاج بؤر النوبات المتعددة والثنائية. يُستخدم «سي إس إم» بشكل روتيني في علاج مرضى الصرع من أجل تحديد البؤرة المركزية للنوبات. يُستخدم أيضًا بمجرد وجود فرضية قابلة للاختبار حول موقع منطقة الصرع من الدماغ، والتي تُحدد من خلال إجراءات باضعة أقل، مثل تخطيط أمواج الدماغ. بمجرد تحديد النقطة المركزية للنوبات، تسمح هذه المعلومات لجراحي الأعصاب بدعم ما يمكن إنقاذه من أجزاء الدماغ دون إحداث أي عجز عصبي سلبي لاحق بعد الجراحة.
يُؤخذ «سي إس إم» بالحسبان عند استيفاء شرطين: فشل أدوية مضادات الصرع في السيطرة على النوبات، ووجود أرجحية أن الجراحة ستعود بالنفع على المريض. نظرًا إلى طبيعة الإجراء، لا يُلجئ إلى «سي إس إم» إلا بعد فشل الإجراءات غير الباضعة في تحديد الموقع وعلاج المريض بالكامل.
الأقطاب الباضعة هي أقطاب مثبّتة عن طريق الجراحة المجسمة أو شريط تحت الجافية أو قطب شبكي. يمكن إجراء استئصال محدود للدماغ المصاب بالصرع باستخدام المعلومات المأخوذة من خلال «سي إس إم». بالنسبة إلى الصرع البؤري، تُعد الجراحة الاستئصالية أحد خيارات العلاج الأساسية عند علاج الصرع المقاوم للأدوية. من خلال تقنية «سي إس إم»، وباستخدام جراحة حجّ القحف الواعية عمومًا، يتمتع جراح الأعصاب بالقدرة على مراقبة وظيفة المريض خلال استئصال وتحفيز الدماغ.

### علم الأورام العصبية
يمكن استخدام تخطيط التحفيز القشري في علم الأورام العصبية كأداة لتحديد مناطق الدماغ المهمة بالنسبة إلى وظائفه مثل مسارات الحركة واللغة. يُعتبر هذا الإجراء معيارًا للعمليات التي تتضمن الأورام الدبقية بهدف تقليل فقدان الوظيفة الحركية والمراضة الإجمالية. يسمح التخطيط قبل الجراحة للمعالج بتجنب المناطق عالية الخطورة قدر الإمكان أثناء استئصال الورم، ما يقلص من احتمال فقدان الوظيفة وتطور العقابيل. يوجد فرصة أكبر ومعدل أسرع في استعادة الوظيفة الأساسية لدى المرضى الذين يستخدم جراحهم تخطيط التحفيز القشري من أجل تقييم وظيفة وتشريح المناطق الرولاندية بعد الجراحة من أولئك الذين يخضعون إلى جراحات تتجنب هذه التقنية. يمكن ذكر الشيء ذاته فيما يخص تخطيط المناطق اللغوية عند استخدام تقنية التحفيز القشري قبل استئصال الورم الدبقي. يؤدي تقييم وتقليص التلف الناجم عن الجراحة في المناطق المعنية باللغة إلى عودة أكبر وأسرع للوظيفة اللغوية الإجمالية.
على الرغم من الربح الوظيفي عند الحفاظ على هذه المناطق القشرية الصريحة، ما تزال عوامل الخطر معتبرة بالنسبة إلى فائدتها. وقد تبين أن استئصال الورم الأكثر شمولًا قد يزيد من متوسط العمر المتوقع لمرضى الأورام الدبقية؛ ومع ذلك، قد تؤدي زيادة كمية الأنسجة المخية المستأصلة أيضًا إلى انخفاض موهن في الوظيفة. على هذا النحو، يساعد تخطيط التحفيز القشري في تحديد الحد الأقصى من كمية الأنسجة التي يمكن استئصالها مع الحفاظ على جودة حياة المريض.

### الرؤية
تخطيط القشرة القذالية له استخدام محتمل في تطوير التعويضات الصنعية للمكفوفين. وُجد أن التحفيز الكهربائي في الفص القذالي يسبب أوهامًا بصرية تسمى الوَبصَة «الفوسفين» مثل الضوء أو الألوان أو الظلال، والتي لوحظت في التجارب الأولى لبنفيلد وغاسبر. كان أول إنتاج مسجل للبصر الصنعي من خلال تجارب قام بها بريندلي ودوبيل، إذ تمكنا من منح المرضى المكفوفين القدرة على «رؤية» عناصر صغيرة من خلال التحفيز القشري. من المعروف أيضًا أن التحفيز الكهربائي للفص القذالي ينتج عنه عادةً دوائر ملونة صغيرة في مركز مجال رؤية المريض. لوحظت أيضًا الهلوسة البصرية عند التحفيز القشري، مثل الأنماط الهندسية المتحركة والفوسفين المتحركة الملونة. تميل الأقطاب الموجودة على سطح القشرة القذالية إلى إنتاج فوسفين وامضة، بينما تنتج الأقطاب المُدخلة عميقًا في القشرة ألوانًا ثابتة. تقع القشرة البصرية الأولية، المسؤولة عن توليد صور أكثر تعقيدًا، في عمق الثلم المهمازي في الفص القذالي، لذا يلزم التحفيز داخل القشري من أجل تنبيه هذه المناطق بفعالية. يستخدم التحفيز داخل القشري قطبًا يمتد إلى عمق الدماغ بهدف تحفيز القشرة البصرية الأولية بشكل أكثر فعالية، بدلًا من محاولة العمل على سطح الدماغ فقط، والذي يمكن أن يسبب إشارات بصرية غير مقصودة وألمًا وتلفًا في الأنسجة العصبية.
بالنسبة للمرضى الذين يعانون من الزرق وضمور العصب البصري، لا يمكن استخدام تعويضات الشبكية الصنعية الموجودة مسبقًا بسبب تلف العصب البصري، وبالتالي يبقى التعويض الصنعي الذي يستخدم التحفيز القشري الأمل الوحيد لتقديم بعض وظائف الرؤية. يُعد التعويض الصنعي البصري القشري موضوعًا واعدًا لأنه يستهدف الخلايا العصبية التي تتجاوز موقع المرض عند معظم المكفوفين. ومع ذلك، ما تزال هناك تحديات كبيرة مثل قابلية الاستنساخ لدى المرضى المختلفين والآثار طويلة المدى للتحفيز الكهربائي والتعقيد العالي للتنظيم البصري في القشرة البصرية الأولية مقارنةً مع الشبكية.
يوجد موقع آخر للبحث قد تُستخدم فيه التعويضات الصنعية البصرية عبر التحفيز القشري وهو العصب البصري ذاته، والذي يحوي الألياف العصبية المسؤولة عن المجال البصري بأكمله. ماتزال الأبحاث جاريةً في هذا المجال وما زال صغر حجم العصب البصري والكثافة العالية للألياف البصرية تشكل تحديات أمام هذا النهج.